# ブライト運動
ブライト運動 (Brights movement) は、自然主義的な世界観を有する人を指すときに、「明るい」「頭のよい」を意味する "bright" という形容詞を名詞として使うことを奨励する運動。

## 定義
w:Mynga Futrellによる定義は以下の通りである。

## アイデアの基本
自然主義的な世界観を持つ人々を表す用語にポジティブなイメージを持たせるというこの運動は、ホモセクシャルを指すときに「陽気」「明るい」の意味を持つ「ゲイ」という言葉を使うという、その現代的な用法からインスピレーションを得ている。また、この運動はミームという概念に多くを依拠している。
この用語は、リチャード・ドーキンスとダニエル・デネットによる記事によって広められた。

## 批判
この用語の使用に関し、キャンペーンが自然発生的ではなく、作為的なことに対する反発がいくつか見られた。
また、宗教的な人もそうでない人からも、「頭のよい」というニュアンスを持つ「ブライト」という用語の使用に対し、自然主義的な世界観を持つ人の方が宗教的な人よりも頭脳明晰であるという印象を与えるという批判があった。なお、ドーキンスはWIRED誌の記事で、「ブライトが統計的により明晰 (brighter) であるという傾向があるかどうかは調査を要する」と発言した。